# Bavik Super Pils
Bavik Super Pils is een Belgisch pils die sinds 1894 wordt gebrouwen in Brouwerij De Brabandere te Bavikhove. Het is een blond bier met een alcoholvolume van 5,2%.
Bavik Super Pils bevat uitsluitend aromahop en dit geeft die typische hopbittere smaak. Het bier wordt lang koud gelagerd en niet gepasteuriseerd.
In het verleden werd dit bier uitgebracht onder de namen Bavik's Bier, Bavik Pils en Bavik Premium Pils. De naam Bavik Super Pils werd aangenomen in 2017. Een variant van het bier is Bavik Export (dit bier heette voordien Big Bavik), blond bier met een alcoholvolume van 5%

## Onderscheidingen
- In 2005 kwam Test Aankoop tot de conclusie dat Bavik Pils de beste smaak van alle Belgische pilsen heeft.[1]
- in 2012 bij een blindproeverij van 19 Belgische pilsbieren, georganiseerd door Het Nieuwsblad, behaalde de Bavik Pils de eerste plaats.[2]
- In 2015 werd Bavik Pils tijdens de Brussels Beer Challenge verkozen tot ‘Beste Pils’.[3]

## Trivia
Op de voorgevel van de brouwerij staat sinds ongeveer 1952 de tekst: Bavik's bier.